# CALHM6
CALHM6 (англ. Calcium homeostasis modulator family member 6) – білок, який кодується однойменним геном, розташованим у людей на 6-й хромосомі. Довжина поліпептидного ланцюга білка становить 315 амінокислот, а молекулярна маса — 34 458.
| 10         |  | 20         |  | 30         |  | 40         |  | 50         |
| ---------- |  | ---------- |  | ---------- |  | ---------- |  | ---------- |
| MEKFRAVLDL |  | HVKHHSALGY |  | GLVTLLTAGG |  | ERIFSAVAFQ |  | CPCSAAWNLP |
| YGLVFLLVPA |  | LALFLLGYVL |  | SARTWRLLTG |  | CCSSARASCG |  | SALRGSLVCT |
| QISAAAALAP |  | LTWVAVALLG |  | GAFYECAATG |  | SAAFAQRLCL |  | GRNRSCAAEL |
| PLVPCNQAKA |  | SDVQDLLKDL |  | KAQSQVLGWI |  | LIAVVIIILL |  | IFTSVTRCLS |
| PVSFLQLKFW |  | KIYLEQEQQI |  | LKSKATEHAT |  | ELAKENIKCF |  | FEGSHPKEYN |
| TPSMKEWQQI |  | SSLYTFNPKG |  | QYYSMLHKYV |  | NRKEKTHSIR |  | STEGDTVIPV |
| LGFVDSSGIN |  | STPEL      |  |            |  |            |  |            |

A: Аланін

C: Цистеїн

D: Аспарагінова кислота

E: Глутамінова кислота

F: Фенілаланін

G: Гліцин

H: Гістидин

I: Ізолейцин

K: Лізин

L: Лейцин

M: Метіонін

N: Аспарагін

P: Пролін

Q: Глутамін

R: Аргінін

S: Серин

T: Треонін

V: Валін

W: Триптофан

Кодований геном білок за функцією належить до іонних каналів. 
Задіяний у таких біологічних процесах, як транспорт іонів, транспорт, альтернативний сплайсинг. 
Локалізований у мембрані.